# Grenzach-Wyhlen
Grenzach-Wyhlen – gmina w Niemczech, w kraju związkowym Badenia-Wirtembergia, w rejencji Fryburg, w regionie Hochrhein-Bodensee, w powiecie Lörrach. Leży nad Renem, przy granicy ze Szwajcarią, ok. 8 km na południe od Lörrach, ok. 4 km od Riehen i ok. 10 km na zachód od Bazylei.

## Polityka
Ostatnie wybory samorządowe odbyły się 13 czerwca 2004, w radzie gminy zasiada 22 radnych.
| Partia             | % głosów | Porównanie¹ | Ilość radnych | Porównanie¹ |
| ------------------ | -------- | ----------- | ------------- | ----------- |
| CDU                | 25,5%    | +3,7%       | 6             | +1          |
| SPD                | 24,5%    | -0,7%       | 5             | -1          |
| FDP/DVP            | 19,3%    | +0,9%       | 4             | =           |
| Bezpartyjni        | 17,9%    | -5,6%       | 4             | -1          |
| Związek 90/Zieloni | 12,7%    | +1,7%       | 3             | +1          |

¹ z ostatnimi wyborami

## Współpraca
Miejscowości partnerskie:
- Écaussinnes, Belgia
- Pietrasanta, Włochy